# Таш-Жар
Таш-Жар (кирг. Таш-Жар) — село в Аксыйском районе Джалал-Абадской области Кыргызстана. Входит в состав Мавляновского айылного аймака.

## География
Село расположено в южной части области, на левом берегу реки Куюр-Сай, на расстоянии приблизительно 12 километров (по прямой) к юго-востоку от города Кербен, административного центра района.

## История
Населённый пункт получил статус села 8 июня 2015 года.

## Население
Согласно оценочным данным Национального статистического комитета Кыргызской Республики, численность населения села на начало 2023 года составляла 1077 человек.
| год     | 2020 | 2021 | 2023 |
| ------- | ---- | ---- | ---- |
| человек | 1091 | 1116 | 1077 |